# AC Horsens
Az AC Horsens, teljes nevén Alliance Club Horsens egy dán labdarúgócsapat. A klubot 1994-ben alapították, miután a Horsens fS-be beolvadt az FC Horsens, amely további két klub, a Dagnæs IF és a Boldklubben 1940 fúziójából jött létre.

## Története
A klub első évében, 1994-ben, hatodik helyen végzett a másodosztályban, így rájátszást vívhatott a feljutásért. Mivel a csapatnak a rájátszásban a tizennégyből csak két meccset sikerült megnyernie, a feljutást végül nem sikerült kivívni.
Ez egy egyszeri eredmény volt a klub számára, ugyanis a következő szezonban visszacsúszott a harmadosztályba, ahonnan csak két év múlva sikerült visszajutnia.
Az 1997-98-as szezontól kezdődően stabilizálódott a helyzet, ekkor szilárdította meg helyét a másodosztályban. Legjobb eredménye a feljutás majdnem kivívása volt, öt éven keresztül épphogy lecsúszott róla.
2001 júliusában a korábbi válogatott Kent Nielsen érkezett vezetőedzőnek. A 2002-03-as szezon sokáig nem ment túl jól, a téli szünetkor a Horsens kieső helyen állt. Egy jó tavasszal a gárda végül a tizenegyedik helyig kapaszkodott fel. A következő idény első fele fantasztikusan sikerült, félidőben a Horsens vezette a bajnokságot. Egy gyengébb tavasznak köszönhetően viszont megelőzte a Silkeborg és a Randers is, így, 4 ponttal, ismét lemaradt az első osztályú tagságot jelentő helyek valamelyikéről.
A régóta áhított feljutást a 2004-05-ös szezonban sikerült kivívni.
A Horsens első szezonjában elhíresült kiváló védekezéséről, ezenkívül a kiesést is sikerült elkerülni, a tizedik lett a csapat. A 33 meccsből 13 döntetlennel végződött, ebből nyolc eredménye 0–0 volt. A Horsens a szezont mindössze 41 kapott góllal zárta, ez az első három helyezett mutatójánál is jobb volt.
Az ACH egészen a 2008-09-es szezonig maradt az első osztályban, ekkor esett ki.
2012-ben ismét feljutott, de rögtön kiesett.

## Jelenlegi keret
2020. október 7-i állapotnak megfelelően.
| #  |     | Poszt | Név                 |
| -- | --- | ----- | ------------------- |
| 1  | CRO | K     | Matej Delač         |
| 2  | DEN | V     | Thor Lange          |
| 3  | DEN | V     | Magnus Jensen       |
| 4  | DNK | V     | Malte Kiilerich     |
| 5  | DNK | V     | Michael Lumb        |
| 7  | ISL | CS    | Kjartan Finnbogason |
| 8  | DEN | KP    | Bjarke Jacobsen     |
| 9  | DNK | KP    | Louka Prip          |
| 10 | FRO | KP    | Hallur Hansson ()   |
| 11 | DNK | V     | Peter Nymann        |
| 12 | DNK | V     | Rune Frantsen       |
| 14 | DEN | KP    | Jonas Gemmer        |
| 15 | DEN | V     | Jacob Buus          |
| 16 | ISL | KP    | Ágúst Hlynsson      |

| #  |     | Poszt | Név                                                    |
| -- | --- | ----- | ------------------------------------------------------ |
| 17 | DEN | CS    | Casper Tengstedt (kölcsönben a Midtjylland csapatánál) |
| 18 | ALB | CS    | Lirim Qamili                                           |
| 19 | DNK | KP    | Jonas Thorsen                                          |
| 20 | DEN | V     | Mikkel Qvist                                           |
| 21 | GAM | V     | James Gomez (kölcsönben a Real de Banjul csapatánál)   |
| 22 | USA | K     | Michael Lansing                                        |
| 24 | DEN | KP    | Jacob Trenskow                                         |
| 26 | DEN | V     | Mathias Madsen                                         |
| 29 | DNK | CS    | Muamer Brajanac                                        |
| 30 | DNK | K     | Anders Hoff                                            |
| 31 | DNK | K     | Andreas Skjøtt Foged                                   |
| 33 | DEN | V     | Alexander Ludwig                                       |
| 44 | DNK | CS    | Nicolai Brock-Madsen                                   |
| 79 | DNK | CS    | Jannik Pohl                                            |

## Ismertebb játékosok
| - Claus Olesen (GK) - Jan Abrahamsen (MF) - Jimmy Mørup (DF) - Lars Kjer (MF) - Ken Martin (DF) - Torben Jacobsen (DF) - Thomas Vestmark (DF) - Henrik Jespersen (MF) - Jacob Rasmussen (MF) - Kenneth Olsen (MF) - Ole Mortensen (MF) - Morten Bech (MF) - Simon Elbæk Jensen (FW) - Søren Borup (FW) - Christoffer R. Olsen (DF) - Fatih Yüksek (DF) - Johnny Tveen Jensen (FW) - David Roest (DF) - Jerry Brown (FW) - John Dyring (MF) - Jonas Truelsen (MF) | - Frank Nielsen (MF) - Steen Olsen (FW) - Henrik Ravn (FW) - Jørgen Grønlund (MF) - Jan Allan Müller (FW) - Henrik Jensen (GK) - Jens Erik Rasmussen (MF) - Tony Henriksen (GK) - Stefan Jensen (GK) - Kenneth Krabbe (DF) - Lars Pagh (MF) - Johan Byrial Hansen (DF) - Michael Blom - Ulrich Elkjær (GK) - Søren Skovsbøl (MF) - Kenneth Merrild (GK) - Jakub Siwierski (GK) - Peter Skjøth (FW) - Jacob Fynboe (MF) | - Lars Holm (FW) - Steven McDermott (MF) - Kim Mortensen (MF) - Jan Mortensen (MF) - Mik Gertsen (MF) - Nikolaj Rasmussen (FW) - Daniel Kümmel (FW) - Karsten Pedersen (FW) - Kolja Afriyie (DF) - Claus Bech Jørgensen (FW) - Besart Berisha (FW) - Blerim Rrustemi (DF) - Jesper Stücker (MF) - Ulrik Kristensen (FW) - Lars Olesen (DF) - Søren Holdgaard (DF) - Martin Jensen (DF) - Lasse Lauth (MF) - Claus Troelsen (FW) - Lasse Holmgaard (MF) - Brian Priske (DF) | - Anders Rasmussen (GK) - Simon Kjær (DF) - Abdul Sule (FW) - Frank Nielsen - Jørn Simmenæs - Jacob Gregersen - Glenn Jørgensen - Bent Åmand - Kaj Huttel - Michael Kvist (FW) - Jesper Højlund - Anders Jensen - Morten Randløv (DF) - Anders Mandrup (FW) - Mikael Knudsen (DF) - Anders Nordstrøm (MF) - Martin Henriksen (DF) - Hans Mathiesen (MF) - Steffen Ernemann (MF) - Martin Halle (DF) |

- Bajnokság:
  - Bronzérmes (1): 1967 (Horsens FS néven)

- Kupa:
  - Döntős (1): 2011-12
  - Elődöntős (3): 1956-57, 1969-70 (Horsens FS néven), 2004-05

## A legutóbbi szezonok
| Szezon        |    | Poz. | Mérk. | Gy | D  | V  | RG | KG | P  | Kupa           | Megjegyzés |
| ------------- | -- | ---- | ----- | -- | -- | -- | -- | -- | -- | -------------- | ---------- |
| 1994 tavasz   | QL | 8    | 14    | 2  | 4  | 8  | 14 | 30 | 11 | Nem vett részt | Kiesett    |
| 1994 ősz      | 1D | 10   | 18    | 1  | 6  | 11 | 15 | 50 | 8  | 3. kör         |            |
| 1995 tavasz   | 1D | 8    | 14    | 3  | 6  | 5  | 15 | 26 | 12 | 3. kör         | Kiesett    |
| 1995 ősz      | 2D | 6    | 14    | 5  | 3  | 6  | 27 | 29 | 18 | 4. kör         |            |
| 1996 tavasz   | 2D | 3    | 14    | 6  | 6  | 2  | 27 | 14 | 24 | 4. kör         |            |
| 1996 ősz      | 2D | 1    | 14    | 9  | 2  | 3  | 35 | 22 | 29 | 2. kör         |            |
| 1997 tavasz   | 2D | 2    | 14    | 8  | 4  | 2  | 32 | 10 | 28 | 2. kör         | promoted   |
| 1997-1998     | 1D | 5    | 30    | 12 | 8  | 10 | 49 | 44 | 44 | 4. kör         |            |
| 1998-1999[12] | 1D | 6    | 30    | 13 | 5  | 12 | 47 | 44 | 44 | 4. kör         |            |
| 1999-2000[13] | 1D | 5    | 30    | 14 | 8  | 8  | 57 | 31 | 50 | 4. kör         |            |
| 2000-2001[14] | 1D | 7    | 30    | 11 | 10 | 9  | 41 | 38 | 43 | 5. kör         |            |
| 2001-2002[15] | 1D | 7    | 30    | 12 | 8  | 10 | 39 | 31 | 44 | 3. kör         |            |
| 2002-2003     | 1D | 11   | 30    | 9  | 9  | 12 | 45 | 49 | 36 | 3. kör         |            |
| 2003-2004     | 1D | 3    | 30    | 19 | 5  | 6  | 50 | 26 | 62 | Negyeddöntő    |            |
| 2004-2005     | 1D | 2    | 30    | 19 | 6  | 5  | 51 | 23 | 63 | Elődöntő       | Feljutott  |
| 2005-2006     | SL | 10   | 33    | 8  | 13 | 12 | 29 | 41 | 37 | 5. kör         |            |
| 2006-2007[16] | SL | 10   | 33    | 6  | 10 | 17 | 29 | 53 | 28 | Negyeddöntő    |            |
| 2007-2008[17] | SL | 5    | 33    | 14 | 10 | 9  | 47 | 43 | 52 | 3. kör         |            |
| 2008-2009     | SL | 12   | 33    | 5  | 9  | 19 | 35 | 58 | 24 | 3. kör         | Kiesett    |

## Külső hivatkozások
- (dánul) Hivatalos weboldal
- (dánul) Fanklubben Den Gule Fare - Hivatalos rajongói oldal
- (dánul) De Gule Bønder - Nem hivatalos rajongói oldal
- (dánul) AC Horsens Fanz - Nem hivatalos rajongói oldal
- (dánul) ac-fan.dk - Hírek Archiválva 2017. június 26-i dátummal a Wayback Machine-ben